# Uvariopsis tripetala
Uvariopsis tripetala là một loài thực vật thuộc họ Annonaceae. Loài này có ở Ghana và Nigeria. Chúng hiện đang bị đe dọa vì mất môi trường sống.